# 劉延祐
劉延祐（？—687年），徐州彭城縣人，唐朝政治人物。
劉延祐是劉胤之弟弟劉行之的兒子。進士及第，担任渭南县尉。以能吏知名。李勣忠告他「足下年轻获得美名，应该收敛態度，不要过于出众」，劉延祐恭敬地接受。後来历任右司郎中、检校司賓少卿，封薛县男。
李勣之孫徐敬業作乱后敗死，劉延祐持節到軍。朝廷議論主流意見接受徐敬業五品官任命的都处死，六品官以下受流刑。劉延祐认为这些官员都是受到脅迫，主張五品官以上处以流刑，六品以下除名。
劉延祐出箕州刺史，转任安南都護。687年，嶺南俚户原来只半交年税，劉延祐令全部全部交納。嶺南俚民怨恨，计划造反。刘延祐处决其中首領李嗣先，李嗣先的部下丁建、李思慎作乱，包围安南府。城中兵少，于是坚守待援。广州豪族馮子猷按兵不动、没有準備出兵，刘延祐被乱軍殺害。桂州司馬曹玄静進軍讨伐丁建，平定叛乱。